# Aleurolobus philippinensis
Aleurolobus philippinensis là một loài côn trùng cánh nửa trong họ Aleyrodidae, phân họ Aleyrodinae.
Aleurolobus philippinensis được Quaintance & Baker miêu tả khoa học đầu tiên năm 1917.